# Monochamus nicoletii
Monochamus nicoletii là một loài bọ cánh cứng trong họ Cerambycidae.